# Pflüger
Pflüger ist ein deutscher Familienname.

## Namensträger

### Beiname
- Přemysl der Pflüger, legendärer böhmischer König, Begründer der Dynastie der Přemysliden

### Familienname
- Albert Pflüger (1879–1965), deutscher Politiker (SPD), MdL
- Albrecht Pflüger (* 1941), deutscher Karatepionier
- Alf Pflüger (1912–1989), deutscher Bauingenieur und Rektor der Leibniz Universität Hannover
- Andreas Pflüger (Komponist) (* 1941), Schweizer Komponist
- Andreas Pflüger (Autor) (* 1957), deutscher Autor
- Carl Pflüger (1905–1998), deutscher Maler
- Conrad Pflüger (um 1450–nach 1506), sächsischer Baumeister
- Eduard Pflüger (1829–1910), deutscher Mediziner
- Erich Joey Pflüger (1936–2010), deutscher Volksschauspieler, Operettensänger und Regisseur
- Ernst Pflüger (1846–1903), Schweizer Ophthalmologe
- Francesca Pflüger (* 1958), deutsche Reiterin
- Fridolin Pflüger (1947–2021), deutscher Jesuit
- Friedbert Pflüger (* 1955), deutscher Politiker (CDU)
- Georg Pflüger (1835–1896), deutscher Kaufmann, Reichstagsabgeordneter
- Gerhard Pflüger (1907–1991), deutscher Dirigent
- Gudrun Pflüger (1972–2023), österreichische Biologin und Skilanglauf- sowie Berglauf-Sportlerin
- Hans Pflüger (Zahnmediziner) (1884–1967), o. Professor für Zahnheilkunde in Hamburg
- Hans Pflüger (Politiker) (1921–1988), deutscher Politiker (SED), Oberbürgermeister von Halle
- Hans Pflüger (Filmproduzent) (1935–2019), deutscher Filmproduzent
- Hans Georg Pflüger (1944–1999), deutscher Komponist
- Hans-Joachim Pflüger (1949–2022), deutscher Neurobiologe
- Heinrich Pflüger (1908–1968), deutscher Politiker (CSU)
- Jens Pflüger (* 1985), deutscher Hörfunk- und Fernsehmoderator
- Johann Georg Friedrich Pflüger (1818–1869), deutscher Pädagoge und Autor
- Johannes VII. Kaspar Pflüger (1620–1688), deutscher römisch-katholischer Geistlicher und Abt
- Karl Pflüger (1884–1974), Schweizer Maler, Kupferstecher und Lithograf
- Kaspar Pflüger (* 1977), deutscher Manager, Geschäftsführer von Sat.1
- Kilian Pflüger († 1486), deutscher Bischof und Weihbischof in Eichstätt
- Kurt Pflüger (1910–1994), deutscher Ägyptologe
- Leander Pflüger (* 1952), deutscher Erziehungswissenschaftler
- Markus Pflüger (1824–1907), deutscher Revolutionär und Politiker
- Paul Pflüger (1865–1947), Schweizer Sozialpolitiker und Pfarrer
- Robin Pflüger (* 1993), deutscher Basketballspieler und -trainer
- Tobias Pflüger (* 1965), deutscher Politikwissenschaftler, Friedensforscher und Politiker (Die Linke)
- Wilhelm Pflüger (1906–1967), deutscher katholischer Priester und NS-Gegner